# Royal Aircraft Factory B.E.2
Royal Aircraft Factory B.E.2 byl jednomotorový dvoumístný dvojplošník používaný britským Royal Flying Corps před a v průběhu první světové války v roli průzkumného, lehkého bombardovacího, nočního stíhacího, cvičného a hlídkového letounu.

## Vznik
Letoun B.E.2 vznikl jako první stroj navržený ve firmě Royal Balloon Factory (přejmenované na Royal Aircraft Factory v roce 1912). Jeho označení pocházelo ze systému navrženým O'Gormanem, který klasifikoval letadla podle jejich konstrukce. BE tedy znamenal Blériot experimentální, a byl používán pro letadla s vrtulí v tažném uspořádání (i když v případě typů od BE šlo o dvojplošníky oproti, pro Blériot, tak typickým jednoplošníkům).
Náplní práce Balloon Factory byl výzkum v oblasti konstrukce letadel, ale stavba skutečného letadla nebyla oficiálními místy schválena. O'Gorman tento rozpor překonal využitím sekundární role továrny, kterou byla oprava a údržba letadel Royal Flying Corps. Stávající letadla, která vyžadovala větší opravu, byla formálně rekonstruována, ale fakticky docházelo k transformaci do úplně nových konstrukcí, obecně zachovávajících mimo motor jen velmi málo z původních strojů.

## Vývoj

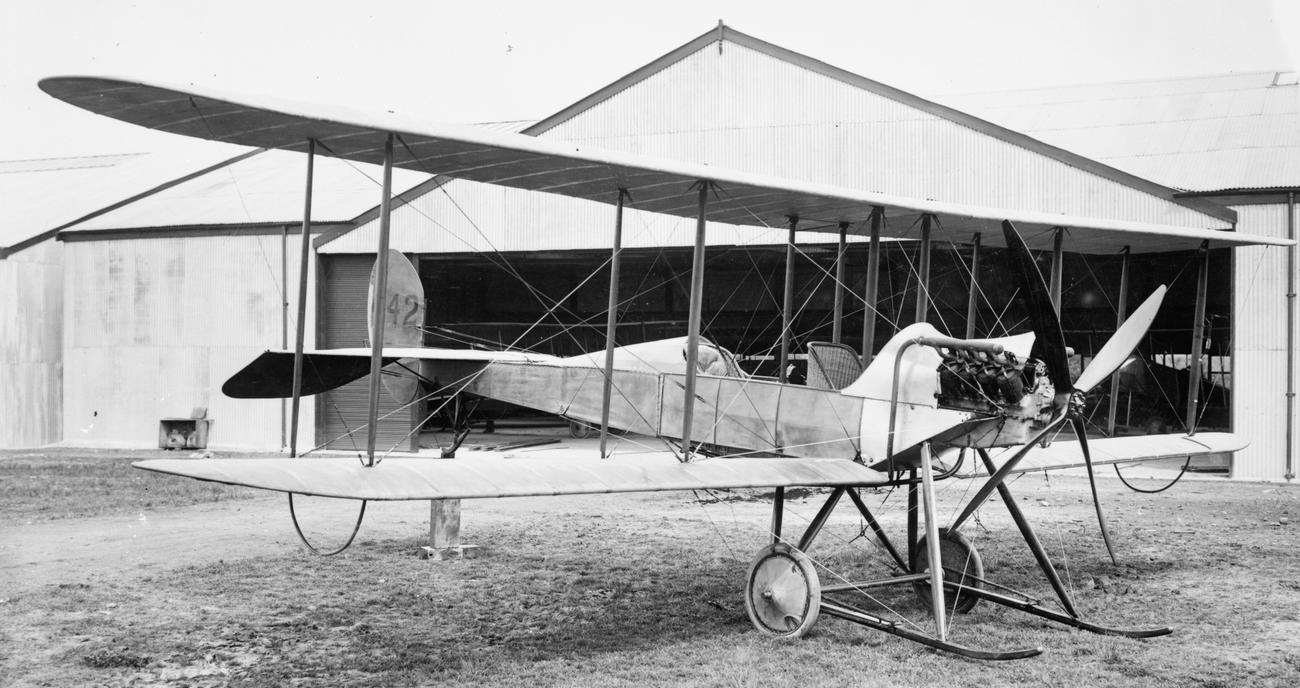
Jeden z prvních B.E.2a.

První dva stroje, B.E.1 a B.E.2, byly zalétány v prosinci 1911 a únoru 1912. Měly na svou dobu pokročilou konstrukci i aerodynamiku. Dolní křídlo bylo kratší než horní a kontrola naklánění probíhala pomocí kroucení křídel. Trup byl obdélníkového profilu vyztužený dráty a potažený plátnem. V dvoumístné kabině měl pilot místo vzadu a pozorovatel vpředu, v místě těžiště. To umožňovalo let bez pasažéra bez dopadu na vyvážení stroje.
Řadový motor s vrtulí v tažném uspořádání byl proti hvězdicovým motorům velmi tichý. Stroj B.E.1 byl původně zalétán s vodou chlazeným motorem Wolseley o výkonu 60 k, ale brzy byl nahrazen vzduchem chlazeným osmiválcem Renault stejného výkonu. Změna měla pozitivní vliv na váhu, odpor a výhled posádky, protože bylo možné odebrat rozměrných chladič motoru.
B.E.2 byl původně jen druhým strojem série s drobnými změnami oproti B.E.1 a motorem Renault již od počátku. V květnu 1912 byl pak motor nahrazen motorem od stejného výrobce, ale s výkonem 70 k. Další prototypy - B.E.5 a B.E.6 - následovaly, ale po zavedení produkce s převzetím typového označení B.E.2 byly B.E.5 a B.E.6 přepracovány na standard B.E.2.

## Varianty
- B.E.1: Prototyp dvojplošníku s vrtulí v tažném uspořádání. První B.E.2 byl identický s výjimkou motoru.
  - B.E.5: Prototyp, oficiálně přestavba dvojplošníku Howarda Wrighta. Poháněn motorem o výkonu 45 kW (60 k), jinak podobný původnímu B.E.2. První let 27. června 1912. Přestavěn pro motor Renault a fakticky se stal verzí B.E.2.

- - B.E.6: Prototyp, oficiálně přestavba Royal Aircraft Factory S.E.1. Poprvé letěl 5. září 1912, poháněn motorem ENV o výkonu 45 kW (60 k) stejně jako B.E.5, ale vybaven motorem Renault než byl koncem téhož měsíce předán RFC jako B.E.2.
- B.E.2a: Prvotní produkce B.E.2. Postaven v malém počtu od konce roku 1912. Standardním typem na počátku války na podzim 1914.
- B.E.2b: v podstatě stejný jako "a" s vyššími stěnami kokpitu. Později některé kusy používaly křidélka místo ohýbání křídla a představovaly další vlastnosti modelu "c", jako podvozek do "V" a olejová vana v krytu motoru.
- B.E.2c: výrazně přepracovaný a praktický nový typ
- B.E.2d: varianta "c" s dvojitým řízením a velkou spádovou nádrží.
- B.E.2e: konečná podoba s novými křídly. Bylo očekáváno velké zlepšení oproti variantě "c", ale šlo o velké zklamání. Přezdíván "Quirk" (vtípek).
- B.E.2f: B.E.2c s křídly B.E.2e.
- B.E.2g: B.E.2d s křídly B.E.2e.
- B.E.9: B.E.2c s dřevěnou gondolou (zvanou "kazatelna" podobně jako u SPAD A.2) před vrtulí s místem pro pozorovatele/střelce. Vznikl pouze prototyp.
- B.E.12: jednomístný B.E.2c se synchronizovaným kulometem a silnějším motorem. B.E.12a měl křídla z B.E.2e.

## Uživatelé

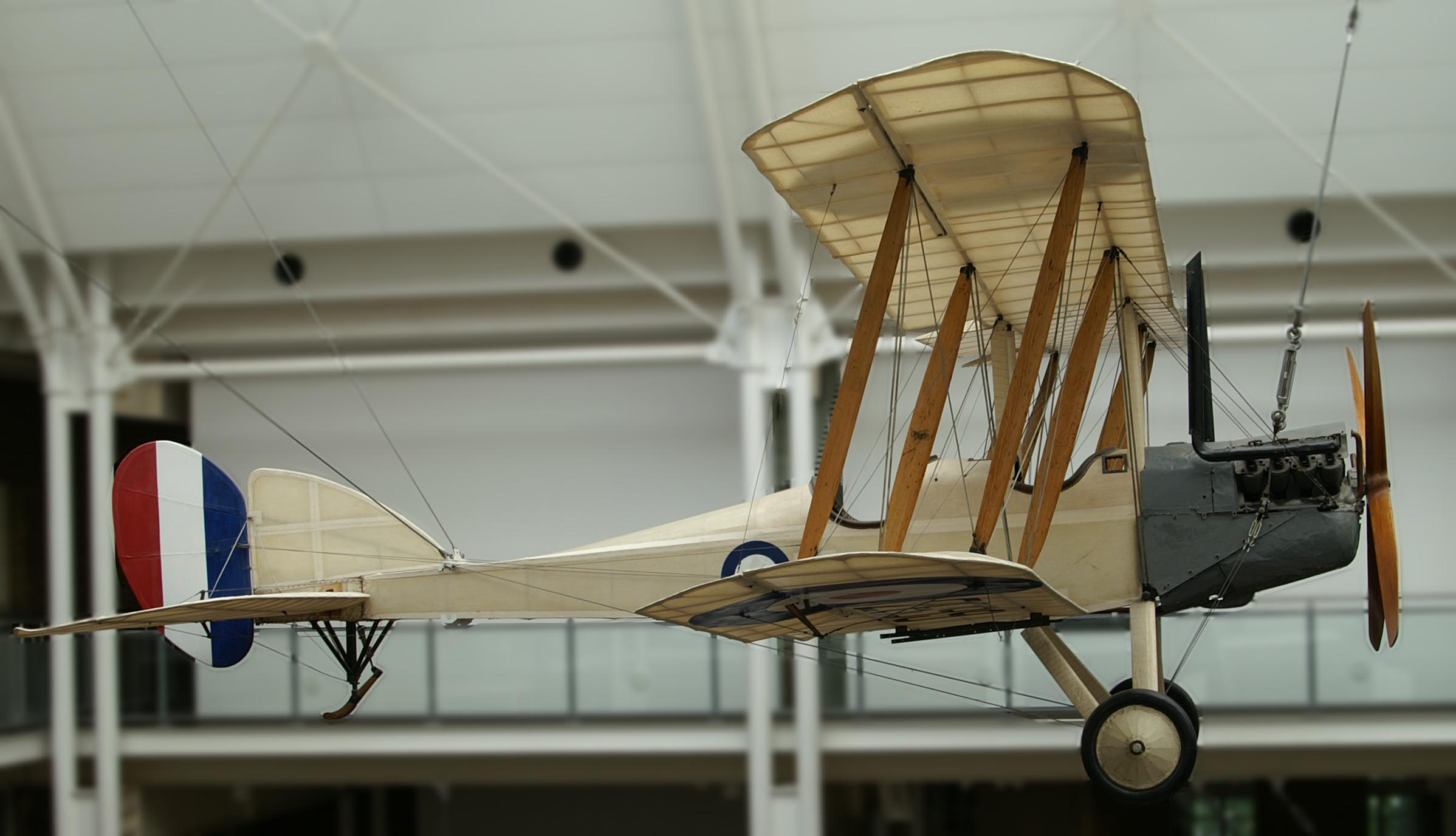
B.E.2c, Imperial War Museum v Londýně.

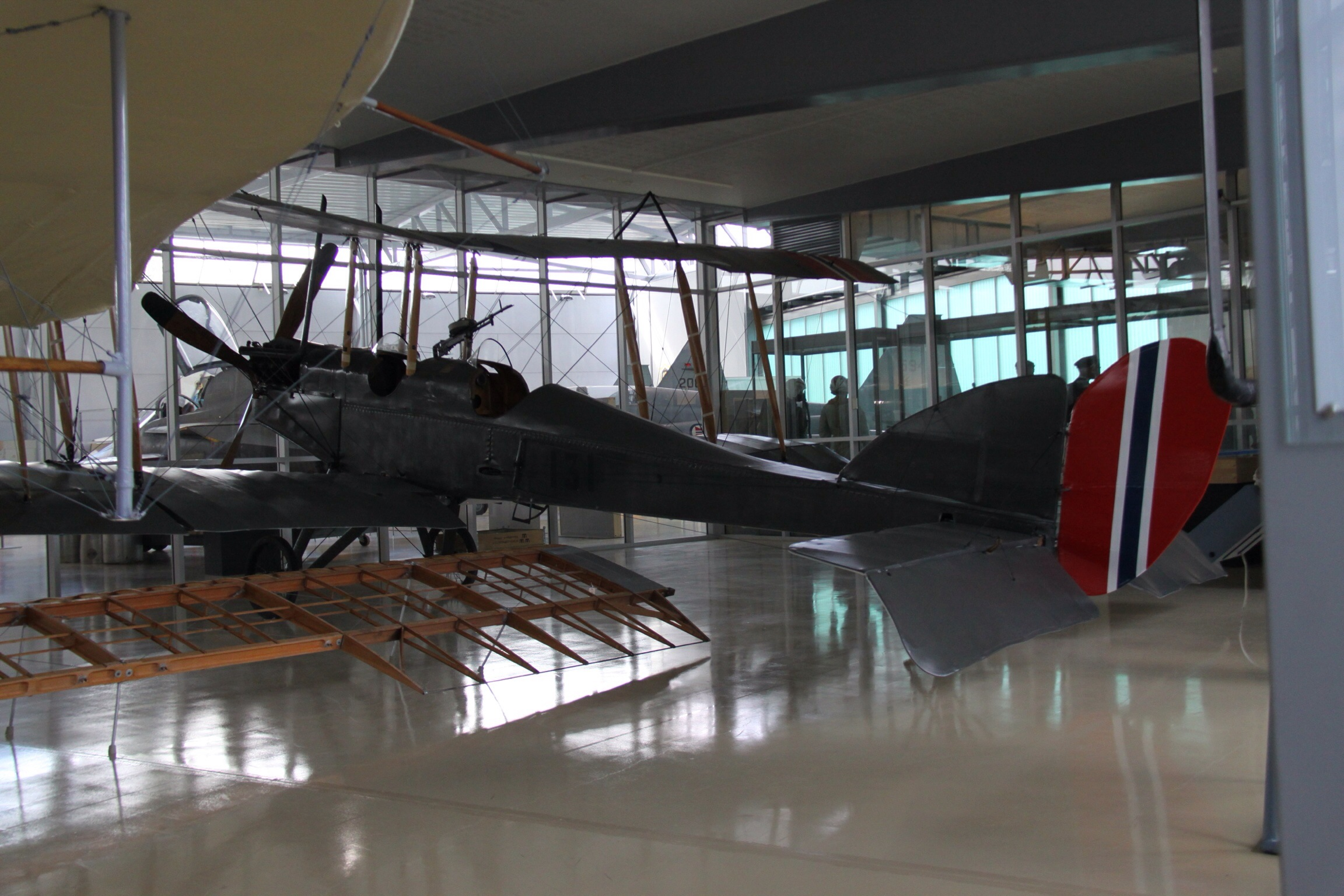
Norský Royal Aircraft Factory B.E.2e

Austrálie
- Australian Flying Corps

 Belgie
- Belgické letectvo

 Estonsko
- Estonské letectvo

 Řecko
- Řecké námořnictvo

 Nizozemsko
- Pouze jeden stroj.

 Norsko
- Norwegian Army Air Service

 Jižní Afrika
- South African Air Force

Dva stroje sériových čísel A3109 a A3110, postavených Wolseley Motors Ltd. a pojmenovaných Rio de Janeiro Britons č. 1 a 2 byly prvními letouny ve službách South African Air Force
 Velká Británie
- Royal Flying Corps
- Royal Naval Air Service

 Spojené státy americké
- Americké expediční síly

## Dochované exempláře

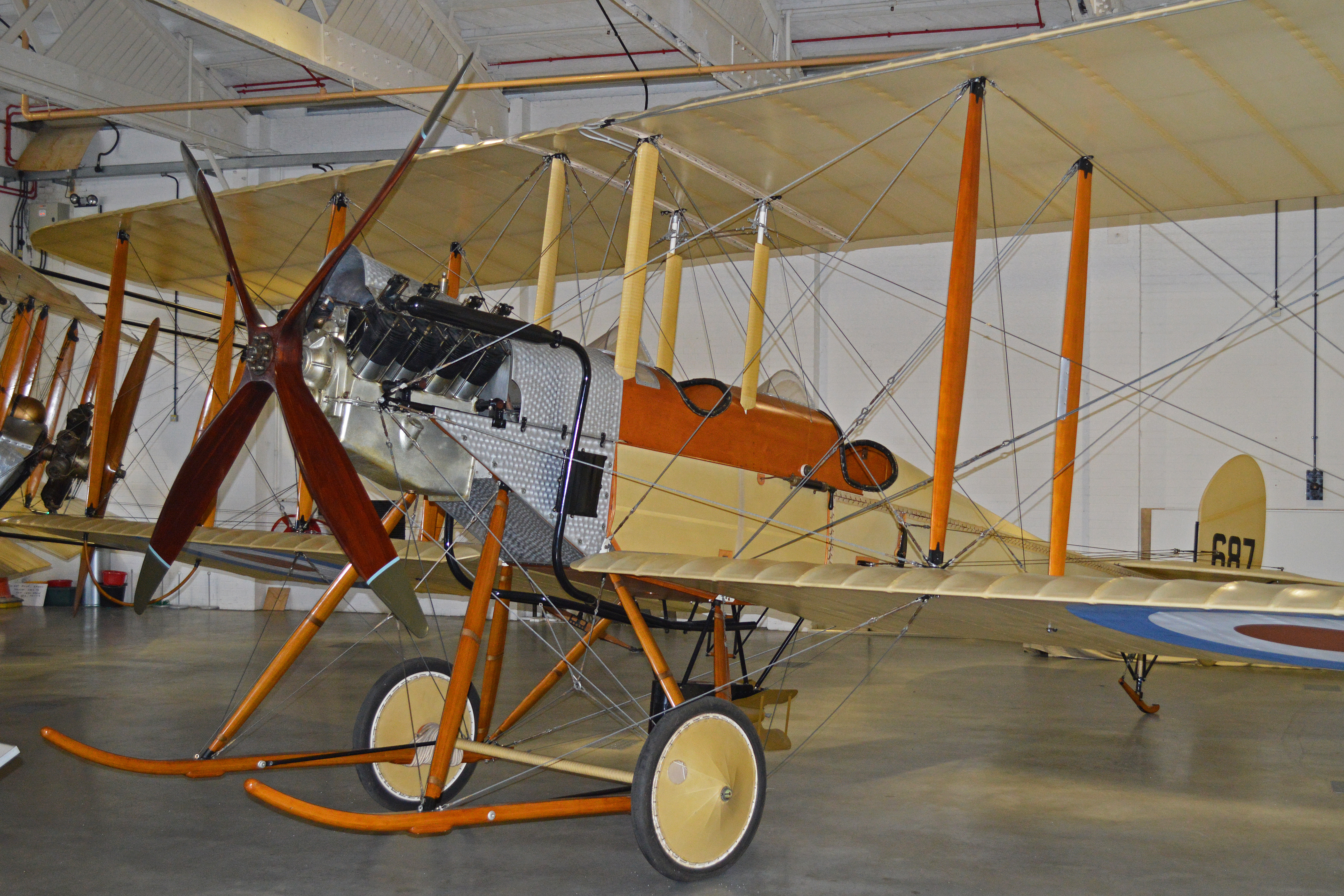
Replika RAF B.E.2b

- B.E.2c, sériové číslo 2699, pobočka Imperial War Museum v Duxfordu[1]
- B.E.2, sériové číslo 687, Royal Air Force Museum v Hendonu[2]
- B.E.2, sériové číslo 5878 s díly z 4112, Kanadské letecké a vesmírné muzeum v Ottawě[3]
- BE.2f, sériové číslo 2560, Musée de l'Air et de l'Espace, Paříž[4]
- B.E.2, sériové číslo 2881, Militaire Luchtvaartmuseum, Soesterberg, Nizozemsko[5]
- B.E.2c, sériové číslo 1780, United States Army Aviation Museum, USA[6]
- B.E.2e, sériové číslo 1380, Norwegian Armed Forces Aircraft Collection na letišti Oslo - Gardermoen v Norsku[7]

Repliky:
- B.E.2c, sériové číslo 471 na (anglicky) http://www.biggles-biplane.com/ s vysvětlení původu nespravné imatrikulace '347' (anglicky) https://web.archive.org/web/20141129032635/http://www.raf.mod.uk/news/archive/the-true-first-aircraft-in-france-revealed-05082014
- B.E.2 (anglicky) http://thevintageaviator.co.nz/projects/be2

## Specifikace (B.E.2c s motorem R.A.F.1a)

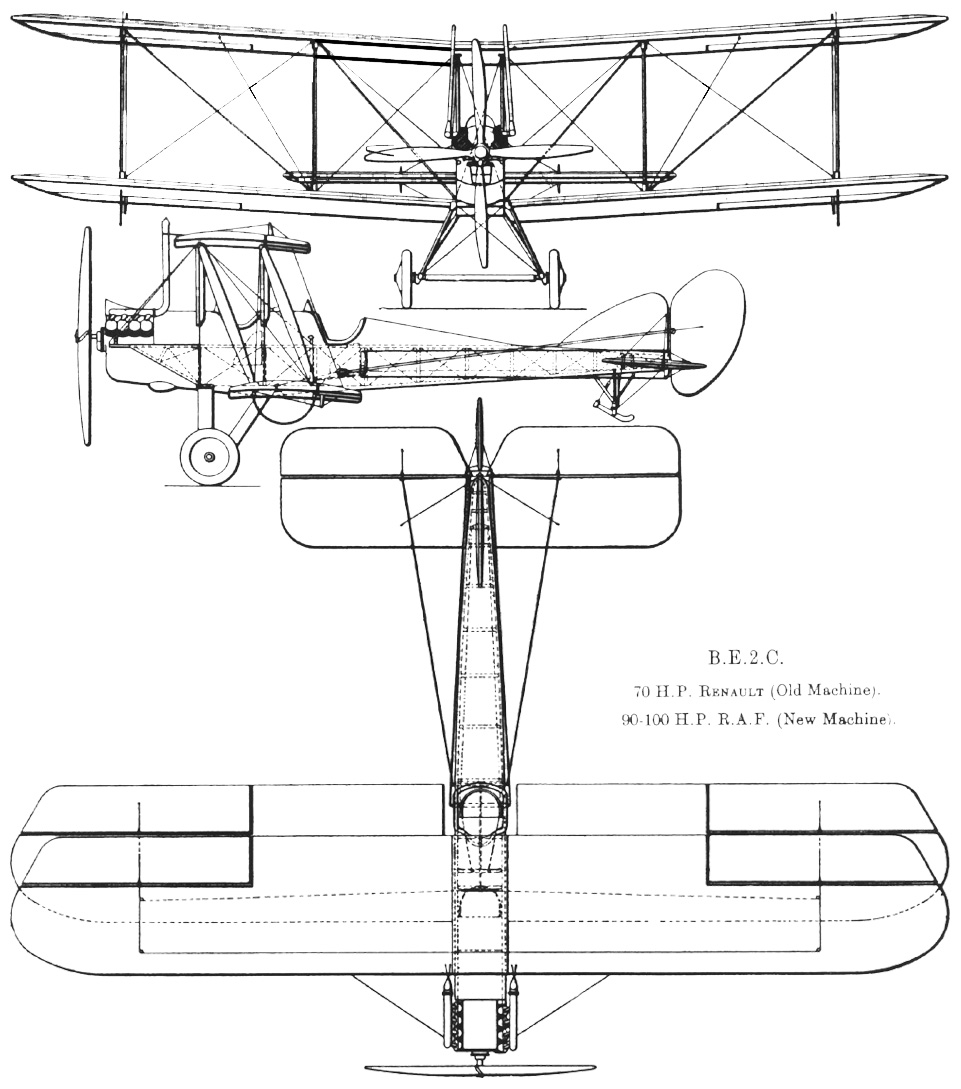
R.A.F. B.E.2C

### Technické údaje
- Osádka: 2
- Délka: 8,31 m
- Rozpětí křídla: 11,29 m
- Výška na zemi: 3,99 m
- Nosná plocha: 34,8 m²
- Hmotnost prázdného letounu: 623 kg
- Vzletová hmotnost : 1 068 kg
- Plošné zatížení křídla: 125 kg/m²
- Pohonná jednotka : 1 ×  vzduchem chlazený vidlicový osmiválec RAF 1a o výkonu 67 kW (90 k)
- Poměr tahu a hmotnosti: 0.16 kW/kg

### Výkony
- Maximální rychlost: 116 km/h ve výšce 1 980 m
- Vytrvalost: 3 h 5 min.
- Dostup: 3 050 m

### Výzbroj
- Střelné: 1 × 7,7mm kulomet Lewis pro pozorovatele
- Pumy: 100 kg (s plnou náloží obvykle létal jako jednomístný bez kulometu)